# Rifleman (Schiff, 1911)
Die Rifleman, auch HMS Rifleman, war ein Zerstörer der H-Klasse der britischen Marine. Erbaut wurde das Boot nach Plänen der Admiralität bei der Werft J. Samuel White in Cowes. Nach dem Ersten Weltkrieg wurde das Boot 1921 zum Abbruch verkauft.

## Baugeschichte
Die Rifleman war einer der drei im Haushaltsjahr 1909–1910 von der Royal Navy bei der Werft J. Samuel White bestellten Flottenzerstörer der mit Öl getriebenen Acorn-Klasse. Die Boote liefen als Redpole (24. Juni), Rifleman (22. August) und Ruby (4. November 1910) vom Stapel und wurden von Februar bis April 1911 von der Royal Navy übernommen. Auf ihren Probefahrten erreichten die White-Boote Redpole 29,8 kn, Rifleman 28,6 kn und Ruby 29,3 kn und gehörten damit zu den schnellsten Booten der Klasse.
Die Boote verdrängten mit 720 t.n. in normalen Ausrüstungsumfang relativ wenig im Vergleich zu den anderen Booten der Klasse und waren als einzige mit vier Wasserrohrkessel vom Typ White-Forster ausgerüstet.

## Einsatzgeschichte
Die drei Boote kamen 1911 wie die anderen Boote der Klasse alle zur vom Scout-Kreuzer HMS Bellona geführten 2. Zerstörerflottille bei der Home Fleet.

### Kriegseinsatz
1914 befanden sich die 20 Boote der Acorn-Klasse alle bei der 2. Zerstörerflottille bei der kurz vor dem Kriegsausbruch nach Scapa Flow verlegten Grand Fleet. Führungskreuzer der 2. Flottille war die HMS Active. Im September 1914 wurde die für Chile bei White im Bau befindliche HMS Broke der Faulknor-Klasse als Halbflottillenführer bestimmt, die im Dezember bei der Flottille eintraf.

#### Einsatz in der Geleitsicherung
Ab Oktober 1915 entstand eine detachierte Einheit der Flottille unter dem Flottillenführer Tipperary, einem Schwesterboot der Broke, am Westeingang zum Kanal mit den anfangs sieben Booten Acorn, Comet, Fury, Hope, Redpole, Sheldrake und Staunch, zu denen schon im November auch die Rifleman trat. Im Januar 1916 gehöre sie zur zweiten Gruppe der Acorn-Boote, die ins Mittelmeer verlegte, wo sie zur 5. Zerstörerflottille bei der Mittelmeerflotte trat.

Im Mai 1917 wurde mit der „Malta Flotilla“ noch eine Untereinheit gebildet, die anfangs aus den acht Booten Acorn, Minstrel, Sheldrake, Cameleon, Larne, Nemesis, 'Nereide und Rifleman der Acorn-Klasse bestand. Im Juni 1917 wurden Minstrel und Nemesis der japanischen Marine ausgeliehen und blieben als Sendan und Kanran weiter aus Malta im Einsatz.

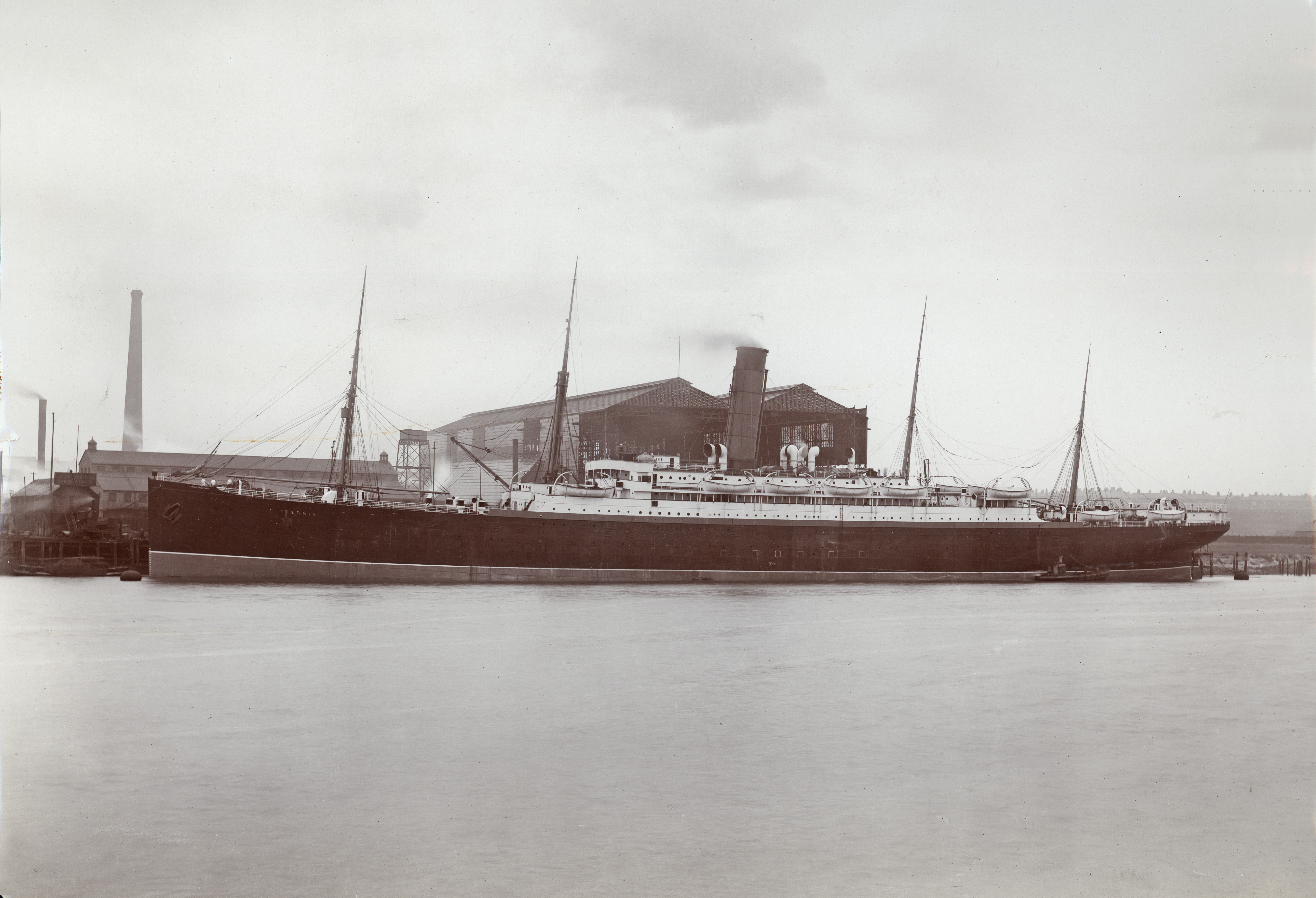
Die 1917 versenkte Ivernia

Am 1. Januar 1917 torpedierte das deutsche Unterseeboot UB 47 das von der Rifleman gesicherte Cunard-Schiff Ivernia (1900, 13799 BRT) vor Kap Matapan, Griechenland, das mit 2400 Mann schottischer Truppen auf dem Weg nach Alexandria war. Rifleman übernahm 650 Mann von dem Transporter und brachte mit den begleitenden Sicherungsbooten, welche die Rettungsboote der Ivernia schleppten, Besatzung und Truppen nach Kreta. 85 Soldaten und 36 Mann der Besatzung konnten nicht gerettet werden.
Am 15. April 1917 wurde die als Truppentransporter seit Januar 1917 genutzte Cameronia der Anchor Line (1911, 10963 BRT) auf dem Weg von Marseille nach Alexandria mit 2650 Soldaten an Bord vom deutschen U-Boot U 33 150 Meilen östlich von Malta torpediert. Elf Mann der Besatzung und 129 Soldaten ließen beim Untergang der Cameronia ihr Leben. Die Rifleman war erneut an der Rettung der Schiffbrüchigen beteiligt und brachte eine große Zahl nach Suda.
Im Januar 1918 wurde die Rifleman in Gibraltar routinemäßig überholt, während die beiden Schwesterboote in Malta überholt wurden.
Bei Kriegsende verfügte die 5. Zerstörerflottille, die größte Zerstörerflottille der Royal Navy, über 51 Boote, darunter alle siebzehn noch vorhandenen Acorn-Boote (Acorn, Alarm, Brisk; Cameleon; Fury; Hope; Larne, Lyra, Martin, Nereide, Nymphe; Sheldrake, die japanischen Sendan ex HMS Minstrel und Kanran ex HMS Nemesis sowie die drei White-Boote Redpole, Rifleman, Ruby).
Als nach dem Kriegsende die alliierte Flotte am 12. November durch die Dardanellen nach Konstantinopel marschierte, gehörten 31 britische Zerstörer zum Verband, darunter elf Boote der Acorn-Klasse einschließlich der drei White-Boote. Die Rifleman gehörte zur vordersten Gruppe der britischen Schiffe und war danach auch kurzzeitig im Schwarzen Meer im Einsatz.

## Schicksal derRifleman
Die britischen Einheiten der Mittelmeerflotte wurden 1919 vollständig ausgetauscht und durch modernere Einheiten ersetzt. Die Rifleman und ihre beiden Schwesterboote wurden im Mai 1921 zum Abbruch verkauft.